# 空气动力铁路
空气动力铁路（Atmospheric railway）指的是以气压差推动列车运行的铁路。19世纪曾建成多条空气动力铁路，但现在均已不存。2013年阿雷格里港地铁开通的机场联络线也是一条空气动力铁路。